# Тяжёлый истребитель сопровождения
Тяжёлый истребитель сопровождения (сокращённо ТИС) — самолёт, спроектированный КБ Н. Н. Поликарпова. В материалах заключения на эскизный проект отмечалось, что самолёт предназначен в качестве истребителя сопровождения бомбардировщиков, действующих в радиусе 1000 км. Кроме того, может быть использован в качестве ночного истребителя, а также (в перегрузочном варианте) в качестве ближнего пикирующего бомбардировщика.

## История создания
В 1940 году по собственной инициативе КБ Н. Н. Поликарпова приступило к проектированию двухмоторного двухместного тяжелого истребителя сопровождения ТИС (самолёт типа «А»). В ходе его создания учитывался опыт работы по постройке самолётов МПИ-1, ВИТ-2 и СБП. Путь от чертёжных досок до первого вылета был пройден менее чем за один год. 29 ноября 1940 года был выпущен Приказ НКАП «О создании самолёта ТИС на заводе № 51».

## Тактико-технические характеристики
Приведённые ниже характеристики соответствуют модификации ТИС (МА) с АМ-38Ф :

### Технические характеристики
- Экипаж: 2 человека (1 — ТИС 2А)
- Длина: 11,7 м
- Размах крыла: 15,5 м
- Высота: 4,35 м
- Площадь крыла: 34,85 м²
- Коэффициент удлинения крыла: 6,9
- Профиль крыла: NACA-230
- Масса пустого: 6281 кг
- Масса снаряженного: 7193 кг
- Нормальная взлетная масса: 8280 кг
- Максимальная взлетная масса: 8968 кг
- Масса полезной нагрузки: 2019 кг
- Масса топлива и масла: 1087 кг
- Двигатели: 2× жидкостного охлаждения АМ-38Ф
- Мощность: 2×1700 л. с. (1250 кВт)

### Лётные характеристики
- Максимальная скорость:
- с моторами АМ-38Ф
  - у земли: 514 км/ч
  - на высоте: 535 км/ч
- с моторами АМ-37
  - у земли: 502 км/ч (расчёт.)
  - на высоте: 635 км/ч (расчёт.)
- с моторами АМ-39А
  - у земли: 564 км/ч (расчёт.)
  - на высоте: 677 км/ч (расчёт.)
- Крейсерская скорость: 478 км/ч
- Практическая дальность: 1720 км
- Практический потолок: 10 250 м
- Скороподъёмность: 9,27 м/с
- Нагрузка на крыло: 235 кг/м²
- Тяговооружённость: 302 Вт/кг
- Максимальная эксплуатационная перегрузка: + 12g

### Вооружение
- Пушечно-пулемётное:
  - 2×20 мм пушки ШВАК по 300 снарядов на ствол и
  - 2×45 мм пушки НС-45 100 снарядов на ствол и
  - 1×12,7 мм пулемёт УБ в установке ВУБ-3, 200 патронов
- Бомбовая нагрузка: 1000 кг бомб
  - 2×500 кг бомбы на внешней подвеске
  - 10×100 кг внутри фюзеляжа на специальных держателях (без пушек НС-45)